# Lycia denigrata
Lycia denigrata là một loài bướm đêm trong họ Geometridae.